# Włodzimierz Wapiński

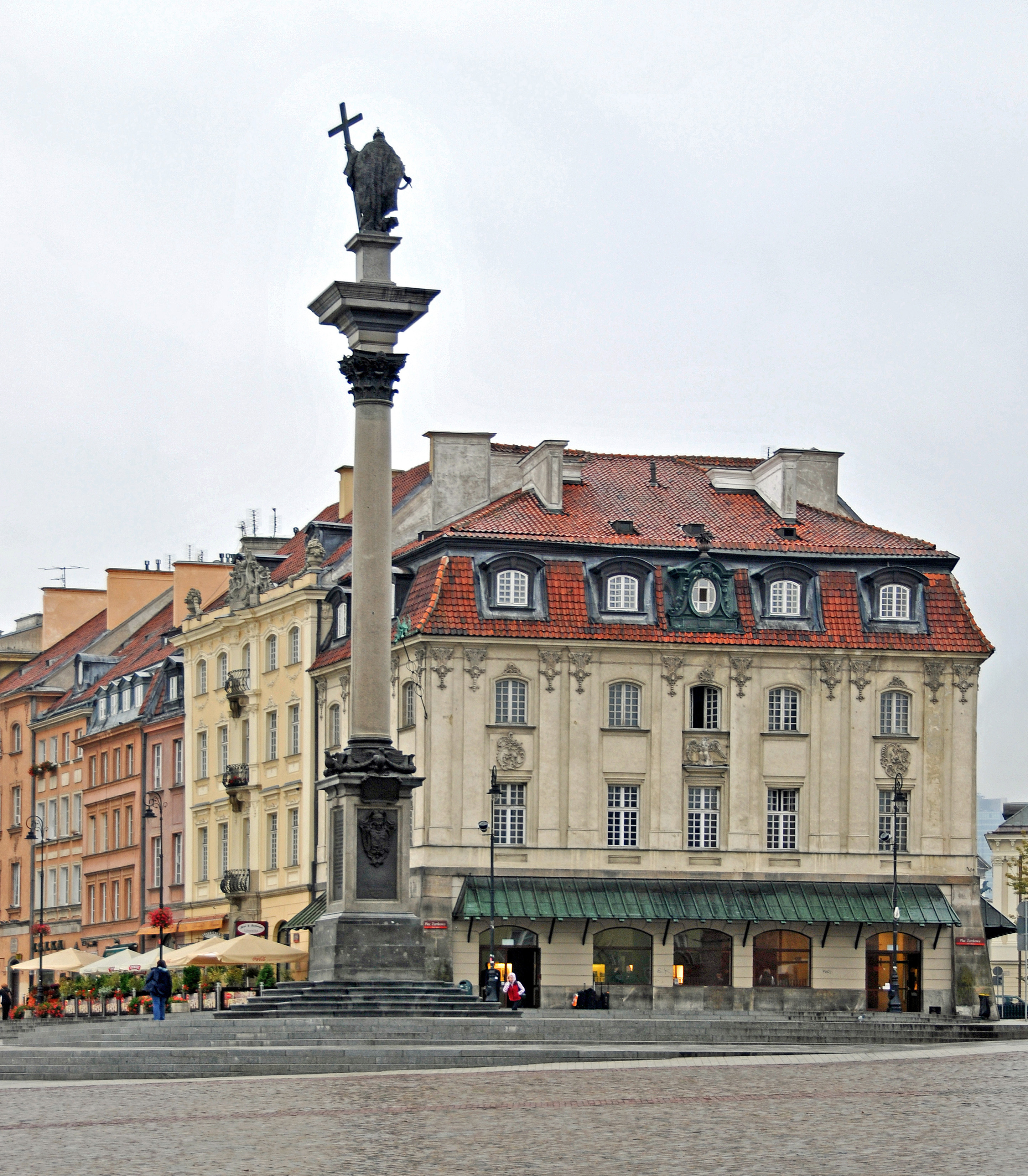
Kamienica Johna przy pl. Zamkowym
w Warszawie – wygląd obecny

Włodzimierz Wapiński (ur. 12 grudnia 1914 w Warszawie, zm. 9 września 2005) – polski architekt.

## Życiorys
W 1924 rozpoczął naukę w męskim Gimnazjum pod wezwaniem św. Wojciecha w Warszawie. Jednakże z powodu trudnych warunków materialnych w rodzinie musiał ją na rok przerwać. W związku z tym świadectwo maturalne otrzymał dopiero w 1934. W tym samym roku zdał egzamin konkursowy na Wydział Architektury Politechniki Warszawskiej. Studiował z krótkimi przerwami do wybuchu II wojny światowej. Jednocześnie pracował jako kreślarz w Biurze Budowy Toru Wyścigowego na Służewcu, kierowanym przez Zygmunta Plater-Zyberka. W latach 1937–1939 był zatrudniony jako technik budowlany w Towarzystwie Osiedli Robotniczych (TOR).
Podczas okupacji niemieckiej Polski był kierownikiem budowy w fabryce konserw firmy „Bracia Pakulscy”. Od lipca 1941 kontynuował studia architektoniczne na tajnych kursach. W 1943 przeniósł się do Konstancina pod Warszawą, gdzie projektował i nadzorował budowę willi dla Józefa Domańskiego, producenta czekolady i słodyczy. Tam zastał go wybuch powstania warszawskiego w 1944. Po zakończeniu w styczniu 1945 niemieckiej okupacji Warszawy już 25 lutego zgłosił się do Biura Odbudowy Stolicy. Dwa dni później został zatrudniony w Wydziale Inwentaryzacji i Statystyki, a następnie Wydziale Architektury Zabytkowej. W tym czasie również kończył studia, żeby w 1946 uzyskać dyplom inżyniera architekta.
Wchodził w skład zespołu architektów, którzy w latach 1947–1949 projektowali i budowali Trasę W-Z, osiedle przy ul. Nowotki (obecnej ul. Gen. Władysława Andersa) oraz zespół domów mieszkalnych na Mariensztacie. Pracował również na Starym Mieście. Razem z architektem Jerzym Gajewskim odbudowywał i rekonstruował kamienice przy ul. Świętojańskiej 15 i 17 oraz ul. Piwnej 12 i 14. W 1953 „za twórczą rekonstrukcję architektoniczną Rynku Starego Miasta w Warszawie” otrzymał razem ze współpracownikami zespołową nagrodę państwową II stopnia.

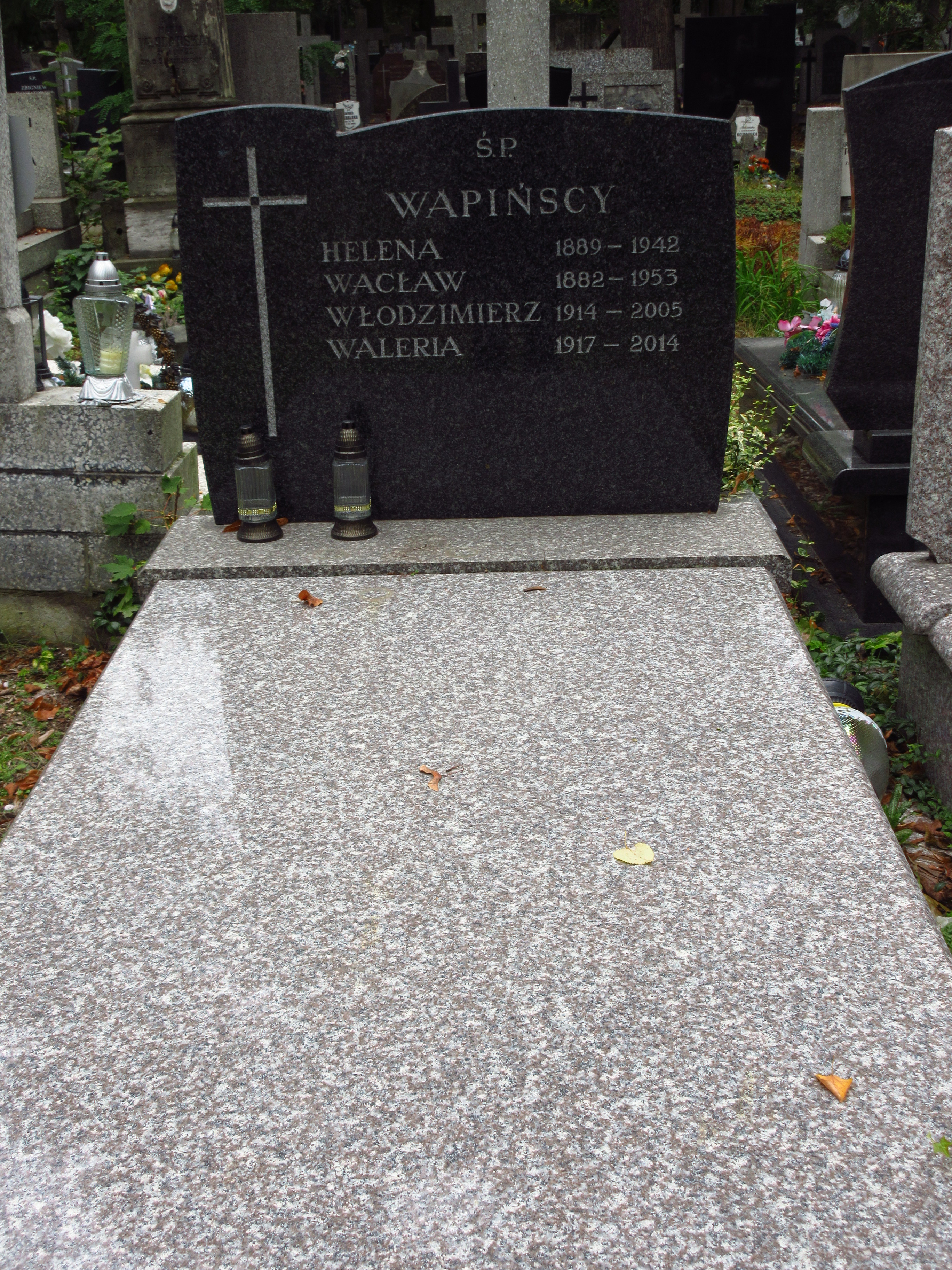
Grób Włodzimierza Wapińskiego na Cmentarzu Bródnowskim.

Od 1951 należał do Stowarzyszenia Architektów Polskich (SARP). Był członkiem Oddziału Warszawskiego.
Po śmierci spoczął na cmentarzu Bródnowskim w Warszawie (kwatera 49A-1-21), pochowany 16 września 2005.

## Dokonania
- Odbudowa kamienicy Henryka Lessla w Warszawie przy ul. Miodowej 18 (1948–1954) – współautor: Jerzy Gajewski[4]
- Odbudowa kamienicy Johna w Warszawie przy pl. Zamkowym (1949) – współautor: Kazimierz Thor
- Odbudowa Pałacu „Na Podkańskiem” (obecnie Wydział Nauk Ekonomicznych Uniwersytetu Warszawskiego) przy ul. Długiej 44/50 – współautor: Kazimierz Thor[5]
- Kino „Wars” w Warszawie na Rynku Nowego Miasta 5/7 – współautor: Bohdan Boberski